# Rane
Rane je srpska drama iz 1998. godine koju je napisao i režirao Srđan Dragojević.
Radnja filma vrti se oko nasilnog života dvojice mladića iz Beograda koji se trude probiti u svijetu kriminala. Vrijeme radnje obuhvaća 90-e godine prošloga stoljeća, u pozadini ratova u Jugoslaviji i rastuće etničke mržnje. 
Film je osvojio nagradu Srebrni konj na međunarodnom filmskom festivalu u Stockholmu te nagradu FIPRESCI na filmskom festivalu u Solunu za svoj "snažan i dramaturški opis brutalne realnosti i kompleksnosti života na današnjem Balkanu."

## Kratak sadržaj
Film je posvećen generacijama rođenim poslije Tita. Zasnovan na istinitom događaju, film prati sudbinu dvojice mladića, Pinkija i Švabe, koji odrastaju u Novom Beogradu, u razdoblju između 1991. – 1996. Djetinstvo glavnih junaka ispunjeno je sankcijama, blizinom rata i kriminalizacijom čitavog društva, koji udruženi stvaraju sasvim nov sustav vrijednosti.
Kao i mnogi njihovi vršnjaci, Pinki i Švaba već s četrnaest godina ulaze u svijet kriminala, prihvaćajući vrijednosti Srbije iz tog razdoblja, postkomunističke zajednice u hiper-tranziciji koja, zbog rata i sankcija, podsjeća na teatar apsurda. Idoli glavnih junaka su poznati beogradski kriminalci i TV emisija „Puls asfalta“ koji takvu vrstu ljudi dovodi u goste i od njih stvara medijske zvijezde. Pinki i Švaba maštaju o gostovanju u svojoj omiljenoj emisiji i trude se, zločinima, zaslužiti gostovanje. Nakon što uspijevaju u tome, njihov uspon u svijetu kriminala se prekida međusobnim sukobom. Švaba ispaljuje pet metaka u Pinkija, nesvjestan toga da svog najboljeg prijatelja ranjava u ista ona mjesta u koja je Krist ranjen dvije tisuće godina ranije. Pinki uspijeva preživjeti i nakon izvijesnog vremena bježi iz bolnice te poziva svog prijatelja na pomirenje. Pomirenje je više nego užasno-ranjeni dječak treba svom drugu, po nepisanom pravilu, napraviti pet potpuno istih rana kako bi se prijateljstvo obnovilo.

## Glumačka postava
- Dušan Pekić – Pinki
- Milan Marić – Švaba
- Dragan Bjelogrlić – Čika Kure
- Vesna Trivalić – Lidija
- Andreja Jovanović – Dijabola
- Branka Katić – Suzana
- Miki Manojlović – Stojan (Pinkijev otac)
- Gorica Popović – Nevenka (Pinkijeva majka)
- Nikola Kojo – Biber
- Zora Doknić – Švabina baka
- Danica Maksimović – Ninana, prostitutka

## Produkcija
Radnja filma odvija se u razdoblju između 1991. i 1996. godine, a temeljena je na životima dvojice beogradskih mladića koji su se okrenuli kriminalu.
Priča je djelomično temeljena na televizijskom izvještaju Predraga Jeremića sredinom 90-ih godina prošlog stoljeća koji se emitirao na RTV Studio B o dvojici kriminalaca-adolescenata koji su prvo bili veliki prijatelji, ali koji su se u konačnici okrenuli jedan protiv drugoga. U napadu bijesa, jedan mladić upucao je drugoga pet puta, ali je ovaj ipak preživio i oporavio se. Kasnije, u pokušaju "spašavanja" svog prijateljstva, prijatelj koji je pucao predložio je ovom drugom da ga upuca pet puta na identična mjesta gdje je i ovaj njega upucao kako bi se na taj način "izjednačili". Dragojević je za cijeli događaj saznao od svojih prijatelja te odlučio napisao scenarij temeljen na istome. Tvrdio je da je namjerno izbjegavao gledati televizijski izvještaj zato što nije htio da isti utječe na njegove odluke oko scenarija, davanja uloga i samog režiranja. Nakon što je pogledao izvještaj (a nakon što je film već snimio i montirao) Dragojević je izjavio da su ga zapanjile određene vizualne sličnosti (kao i one ponašanja likova) između pravih mladića i njihovih glumaca.
Redatelj Dragojević za glavnu ulogu izabrao je Dušana Pekića, premda se za istu prijavilo preko pet tisuća mladića. Svoju je odluku objasnio činjenicom da je Pekić imao sličan život kao i lik Pinkija kojeg će glumiti. Bila je to prva i posljednja Pekićeva filmska uloga; umro je 2000. godine.
Snimanje filma započelo je u jesen 1997. godine i trajalo je 78 dana.
Film su velikim dijelom financirale državne institucije kao što je RTS. Među korporativnim sponzorima na odjavnoj špici pojavljuju se i McDonald's te Fruit of the Loom. 

## Kino distribucija
Film je u kino distribuciju u Srbiji krenuo 1998. godine. Postao je veliki kino hit; pogledalo ga je preko 450 tisuća gledatelja unatoč tome što mu je bilo zabranjeno oglašavanje prvenstveno na televiziji RTS (čiji je generalni direktor tada bio Dragoljub Milanović) zbog činjenice što se srpskoj vladi nikako nije svidio portret njihove države u filmu. Za srpsko izdanje magazina Playboy 2004. godine jedan od producenata filma Dragan Bjelogrlić rekao je:
U travnju 1999. godine film je započeo s kino prikazivanjem u Hrvatskoj i tako postao prvi srpski film nakon rata koji je distribuiran u kinima u našoj zemlji. Jedna od najpoznatijih zanimljivosti vezanih za kino distribuciju u Hrvatskoj je činjenica što je film imao hrvatske titlove. Čak je i sam naslov filma preveden (Ozljede, umjesto Rane), a sve skupa postalo je predmetom bijesa nekih srpskih javnih osoba i sprdnje novinarke "Novina H-rvacke ALTER-native". Međutim, film je i u Hrvatskoj postao kino uspješnica gdje ga je pogledalo preko 40 tisuća ljudi.

## Vanjske poveznice
- Rane u internetskoj bazi filmova IMDb-a